# Ребёнок Розмари (роман)
«Ребёнок Розмари» (англ. Rosemary's Baby) — роман ужасов 1967 года американского писателя Айры Левина; это была его вторая опубликованная книга. Роман был продан тиражом более 4 миллионов экземпляров, «став самым продаваемым романом ужасов 1960-х годов». Высокая популярность романа стала катализатором «бума ужасов», и художественная литература ужасов достигнет огромного коммерческого успеха.

## Сюжет
В центре книги — Розмари Вудхаус, молодая женщина, которая только что переехала в Брэмфорд, исторический многоквартирный дом в стиле неоготики в Нью-Йорке, вместе со своим мужем Гаем, начинающим актером. До сих пор Гай играл лишь небольшие роли в спектаклях «Лютер», «Никто не любит Альбатроса» и в различных телевизионных рекламных роликах. Друг Розмари Эдвард «Хатч» Хатчинс предупреждает пару, что у Брэмфорда есть тревожная история, связанная с колдовством и убийствами, но они не принимают это во внимание. Розмари хочет создать семью, но Гай предпочитает подождать, пока его карьера не укрепится.
Соседи Минни и Роман Кастевет, эксцентричная пожилая пара, приветствуют Розмари и Гая в Брэмфорде. Розмари считает их занудными и надоедливыми, но Гай начинает часто навещать их.
После того как главный актер новой пьесы внезапно слепнет, Гай получает его роль. Сразу же после этого Гай неожиданно соглашается с Розмари, что они должны завести первого ребенка. В ту ночь Розмари снится грубый сексуальный контакт с огромным нечеловеческим существом с желтыми глазами. На следующее утро Розмари обнаруживает следы когтей на своей груди и в паху, которые Гай списывает на заусеницы. Впоследствии Розмари узнает, что беременна.
Розмари тяжело заболевает, но ее сильные боли и потеря веса игнорируются окружающими и объясняются истерией. Ее врач и Минни кормят ее странными и неприятными отварами. Розмари также испытывает необычную тягу к сырому мясу. Игра Гая в пьесе вызывает одобрительные отзывы, и за ней следуют другие, все более значительные роли. Вскоре Гай начинает говорить о карьере в Голливуде.
Друг Розмари, Хатч, также таинственно заболевает. Он послал Розмари предупреждение, в результате которого она узнаёт, что Роман Кастевет — лидер сатанинского шабаша. Она подозревает, что её нерожденного ребёнка хотят принести в жертву дьяволу. Несмотря на растущую убежденность, ей не удается никого в этом убедить, даже Гая. В конце концов, Розмари узнаёт истинные намерения шабаша, который хочет заполучить её ребенка, которого она назвала Адриан. Её сын — Антихрист, и его отцом является Сатана, а не Гай.

## Критика
Писатель фантаст Черри Уайлдер сказала, что «„Ребёнок Розмари“ — один из самых совершенных триллеров, среди когда-либо написанных». Исследователь ужасов Гари Уильям Кроуфорд назвал роман «Ребёнок Розмари» «подлинным шедевром». Дэвид Прингл описал «Ребёнка Розмари» так: «Этот коварный, притягательный, безупречно написанный роман ужасов... это искусно выстроенная история как пьеса драматурга, в которой важна каждая мельчайшая деталь и каждая строчка диалога».

## Экранизации
В 1968 году по роману был снят одноименный фильм с Мией Фэрроу в главной роли и Джоном Кассаветисом в роли Гая. Рут Гордон, сыгравшая Минни Кастевет, получила «Оскар» за лучшую женскую роль второго плана. Роман Полански, автор сценария и режиссёр фильма, был номинирован на премию «Оскар» в категории «Лучший адаптированный сценарий». Для экстерьера дома «Брэмфорд» снимали национальный исторический памятник США — отель «Дакота» на пересечении 72-й улицы и Сентрал-Парк-Вест. В 1976 году был снят сиквел фильма Полански «Что случилось с ребёнком Розмари».
В 2014 году роман был адаптирован для телевизионного мини-сериала NBC с Зои Салданой в роли Розмари. Двухсерийный мини-сериал вышел в эфир в День матери в том же году.

## Сиквел
Тридцать лет спустя Левин опубликовал продолжение романа под названием «Сын Розмари» (1997). Левин посвятил его Мии Фэрроу.

## Цензура
Роман «Ребёнок Розмари» был опубликован в испанском переводе во время франкистской диктатуры. Франкистские цензоры вырезали отрывки из перевода, утверждая, что вырезанные места «прославляют сатану».